# Bukovsko
Bukovsko falu Horvátországban, Sziszek-Monoszló megyében. Közigazgatásilag Sziszekhez tartozik.

## Fekvése
Sziszek belvárosától légvonalban 13, közúton 16 km-re délkeletre, Prelošćicától 4 km-re keletre fekszik. Egyetlen megközelítési lehetősége a Prelošćicáról ide vezető bekötőút.

## Története
A település 2003-ban vált önállóvá, amikor levált Prelošćicáról, melynek területéhez addig tartozott. Lakosságát 2011-ben számlálták meg először önállóan, akkor 89-en lakták. 2000-ben aszfaltozták a település egyetlen megközelítési lehetőségét, a Prelošćica – Bukovsko közötti 4,3 km hosszú bekötőutat. 2008 végére kiépült a település vízvezeték hálózata. 